# Маріанна Норт
Маріанна Норт (англ. Marianne North; 24 жовтня 1830 — 30 серпня 1890) — англійська вікторіанська біологиня, мандрівниця й художниця, відома своїми ботанічними ілюстраціями й пейзажами, а також відкриттями нових видів рослин.

## Життєпис

### Дитячі та юнацькі роки
Народилася в Гастінгсі, Англія, в родині землевласників. Вона була старшою з трьох дітей. Маріанна брала уроки вокалу й хотіла стати співачкою, її навчанням займалася Шарлотта Елен Долбі. Однак після проблем з голосом дівчина захопилася малюванням.
Норт здобула незначну традиційну освіту, але її родина була багатою і культурною, тому Маріанна була знайома з відомими художниками й ботаніками. Одним зі знайомих її сім'ї був відомий вчений-ботанік Джозеф Долтон Гукер, директор Королівського ботанічного саду.
У 1847 році її родина почала подорож по Європі, яка тривала три роки й під час якої Маріанна вивчала ботаніку, музику та малювання. У цій же поїздці вона намалювала свої перші пейзажі.
Після смерті матері в 1855 році Маріанна стала господинею сімейних маєтків у Гастінксі та Лондоні. Вона малювала й цікавилася ботанікою, проте вважала це своїми хобі й ніколи не розглядала як кар'єру, тому що в той час багатим жінкам було не заведено працювати.

### Подорожі, відкриття і робота
Після смерті батька Норт і далі подорожувала, але вже сама, що було дуже незвично для жінки того часу. У своїй біографії вона написала, що віддає перевагу компанії «менш цивілізованих і цікавіших людей». Описуючи свої подорожі, Норт мало звертала уваги на важкі умови, в яких їй довелося жити, і зазвичай описувала їх лиш кількома словами. У пошуках ботанічних зразків Маріанні доводилося відвідувати частини країн, куди не можна дістатися транспортом.
Їй вдалося відвідати десятки країн, включаючи Японію, США, Канаду, Індію, країни Африки. Під час однієї зі своїх поїздок до Бразилії Норт намалювала близько 100 картин, живучи в хатині в джунглях. А під час подорожі до Індії Маріанна намалювала понад 200 картин. У 1875 році почалася її дворічна навколосвітня подорож.
На острові Борнео Маріанна відкрила найбільш відому м'ясоїдну рослину. Це перша рослина, яку назвали на її честь — Nepenthes northiana. Після цього дослідниця відкрила ще кілька рослин (в тому числі дерев), деякі з них також названо на її честь.

## Галерея

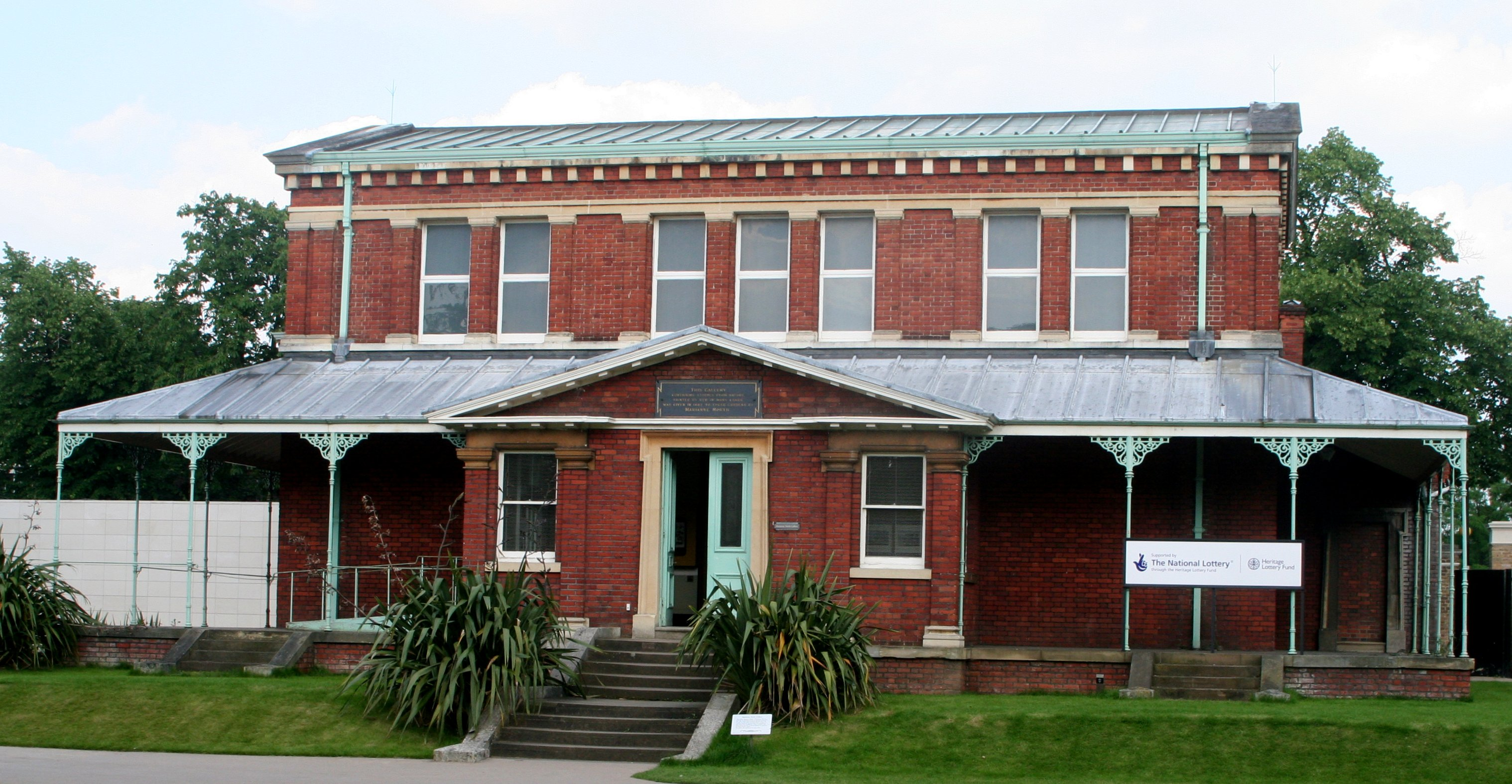
Картинна галерея Маріанни Норт
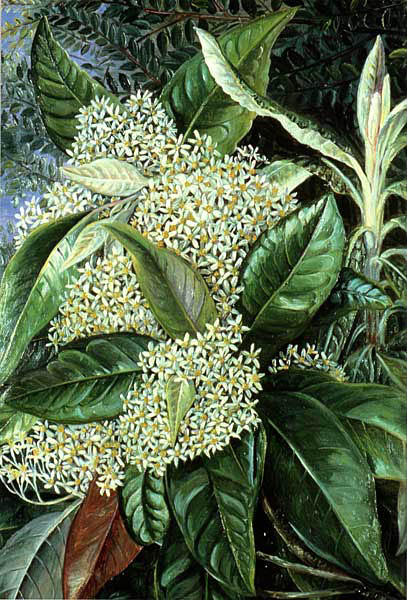
Olearia argophylla'
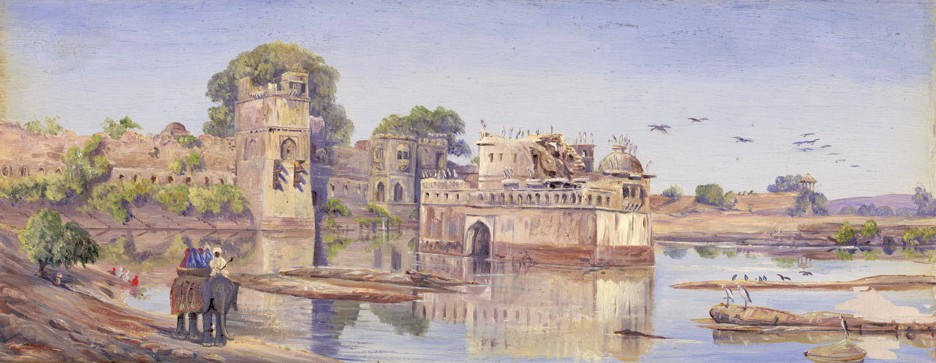
Раджпути
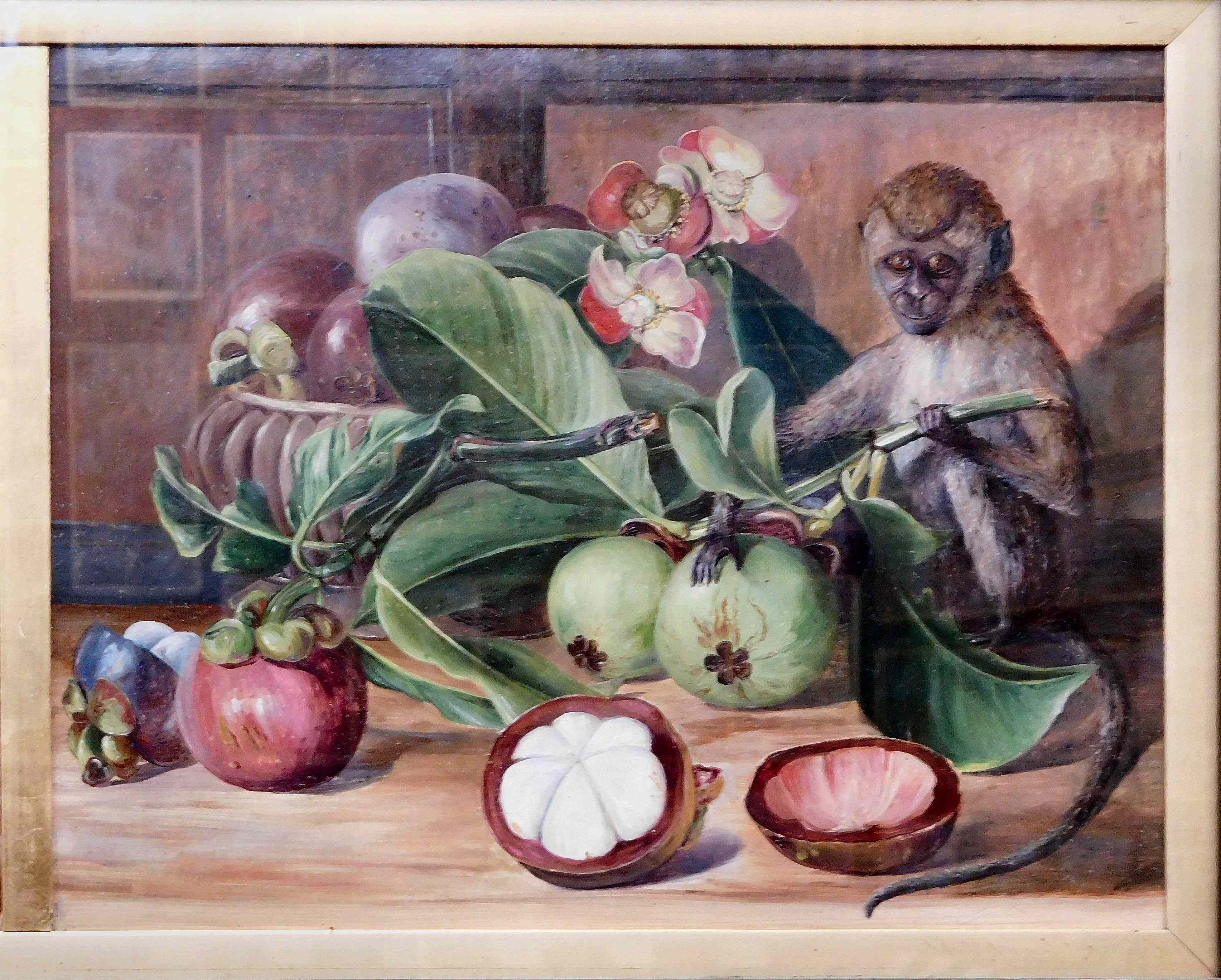
Квіти і плоди Мангостану
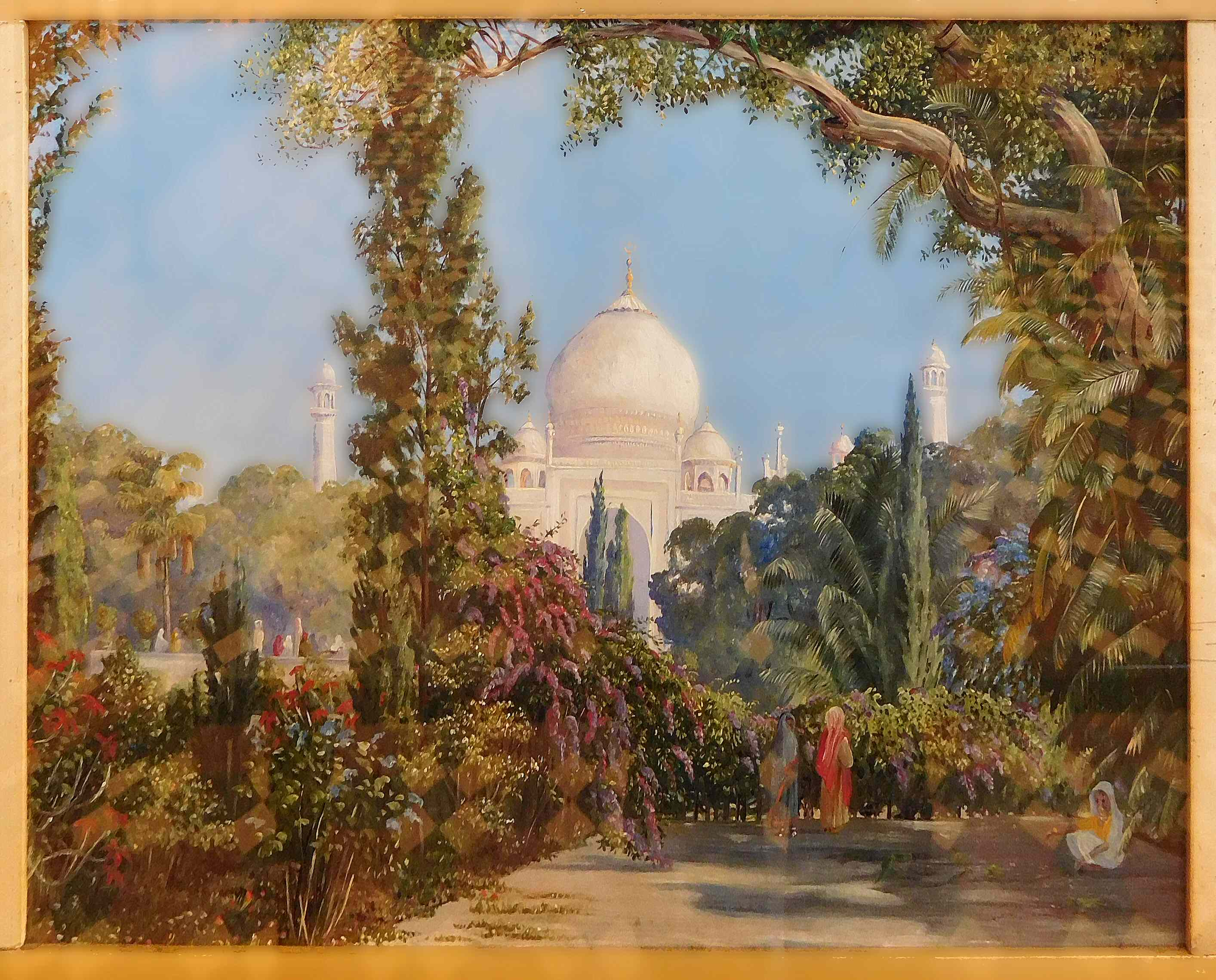
Тадж-Махал
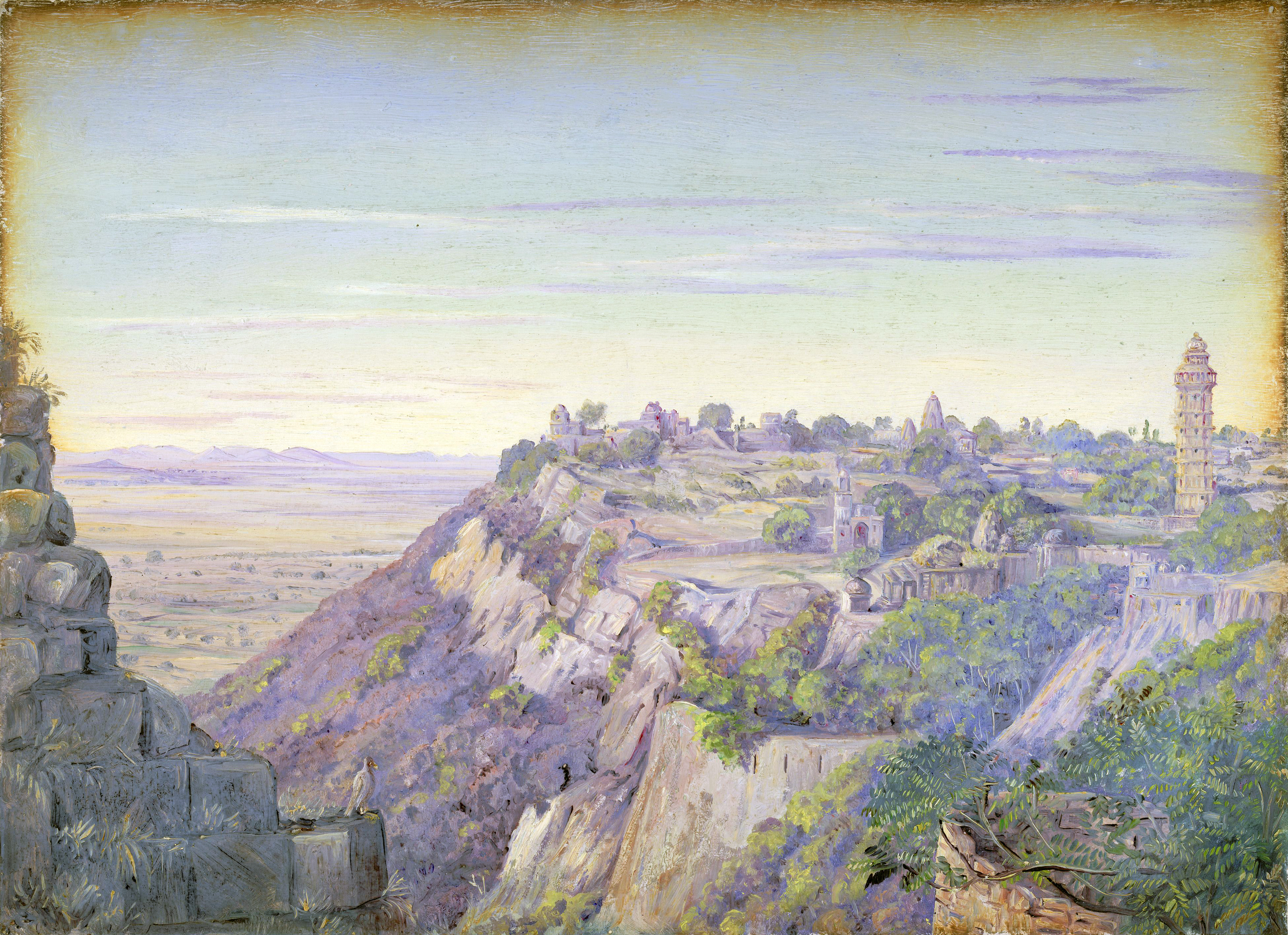
Форт
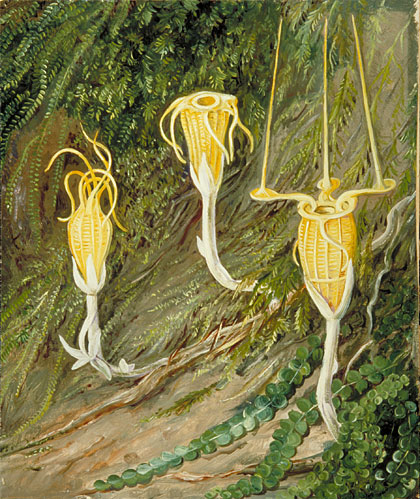
Thismia neptunis
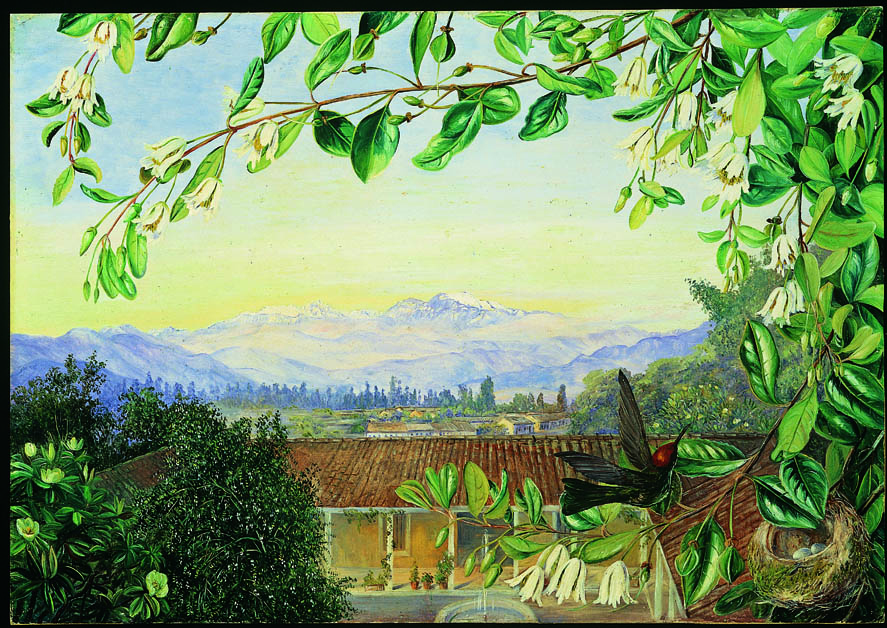
Вічні сніги Сантьяго
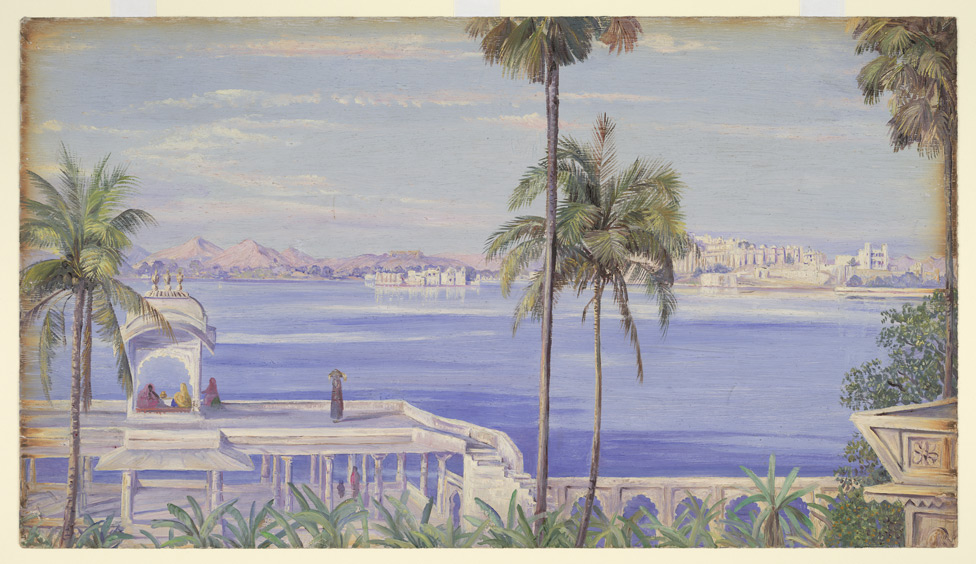
Вид з острова
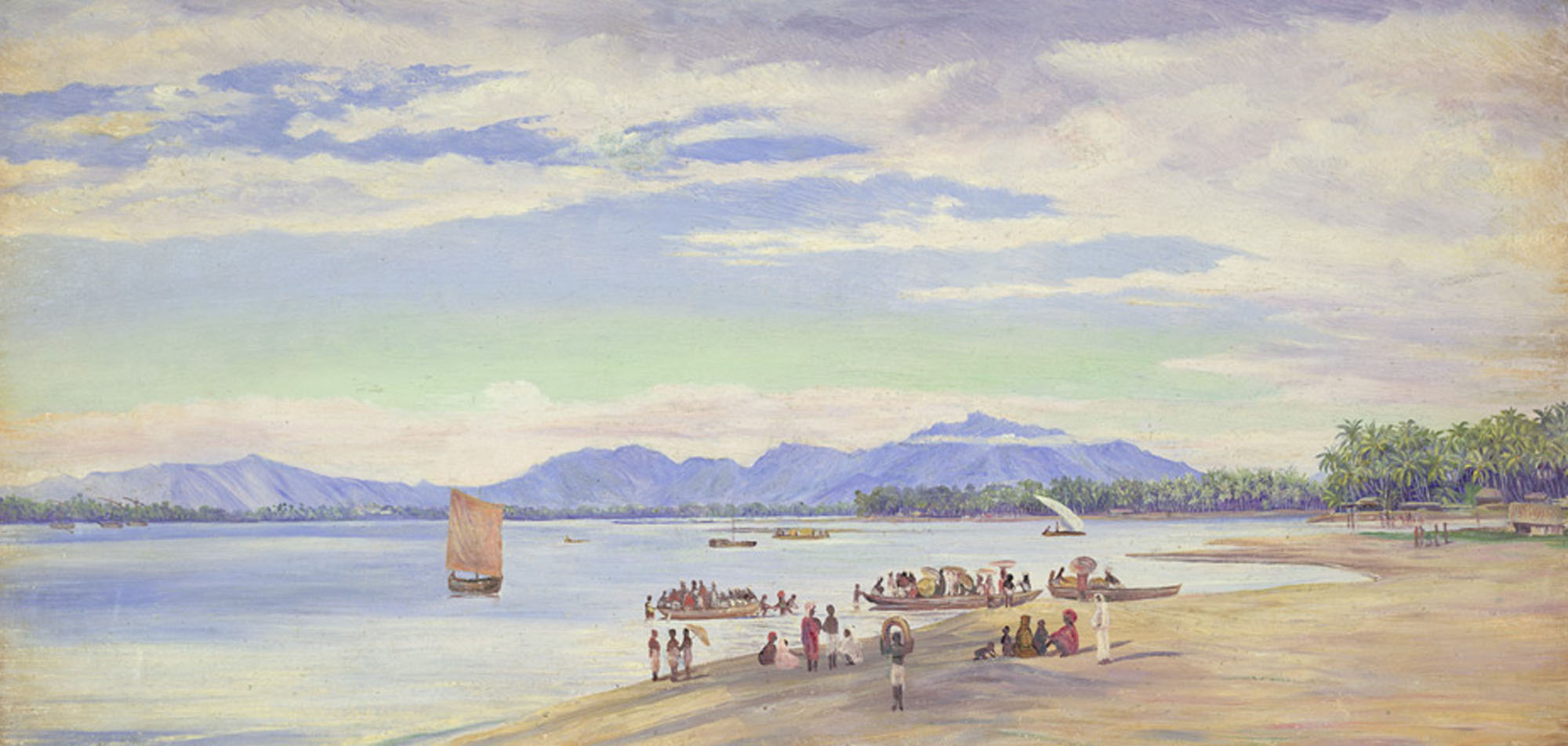
Пейзаж
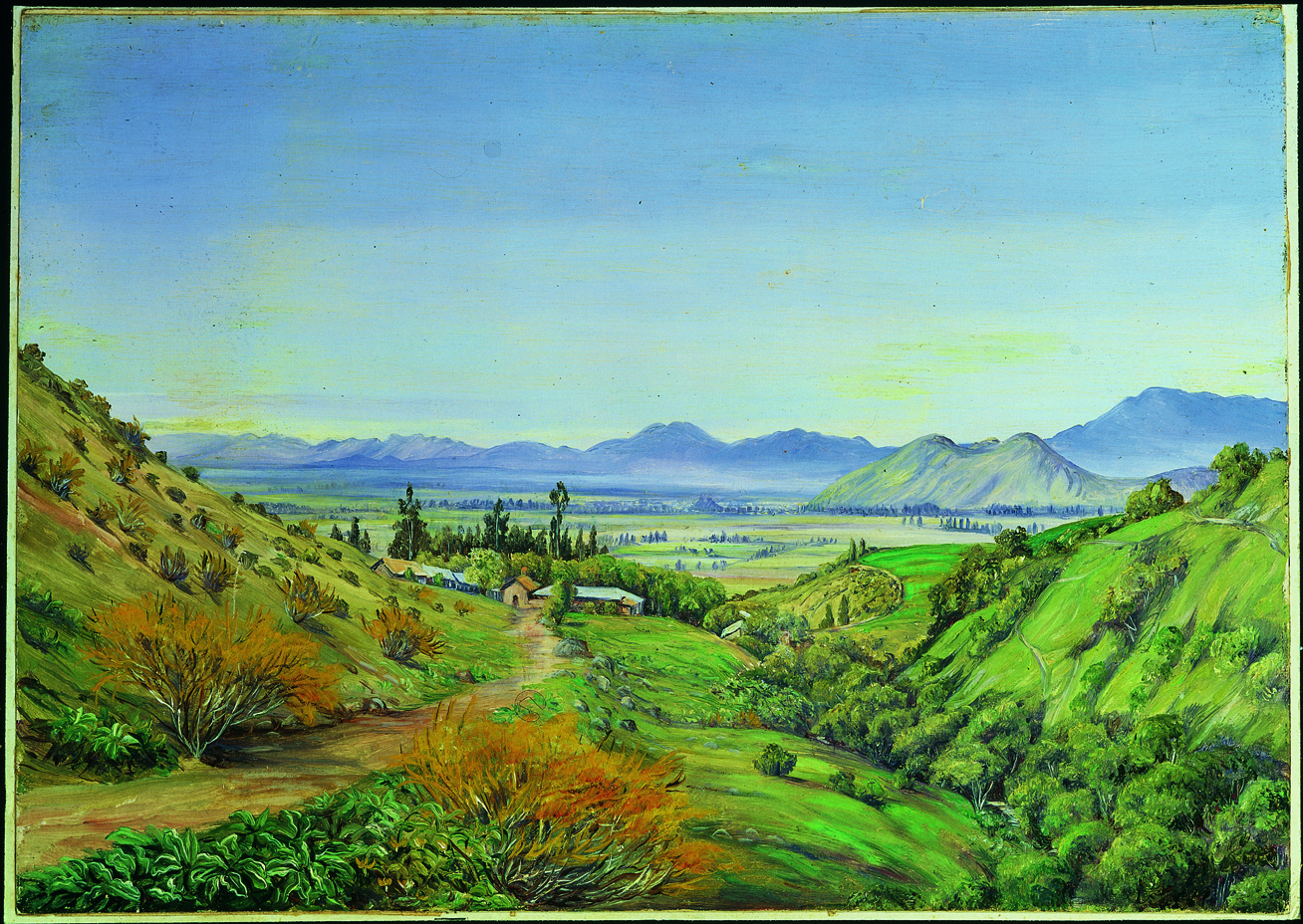
Сантьяго з Апокіндо
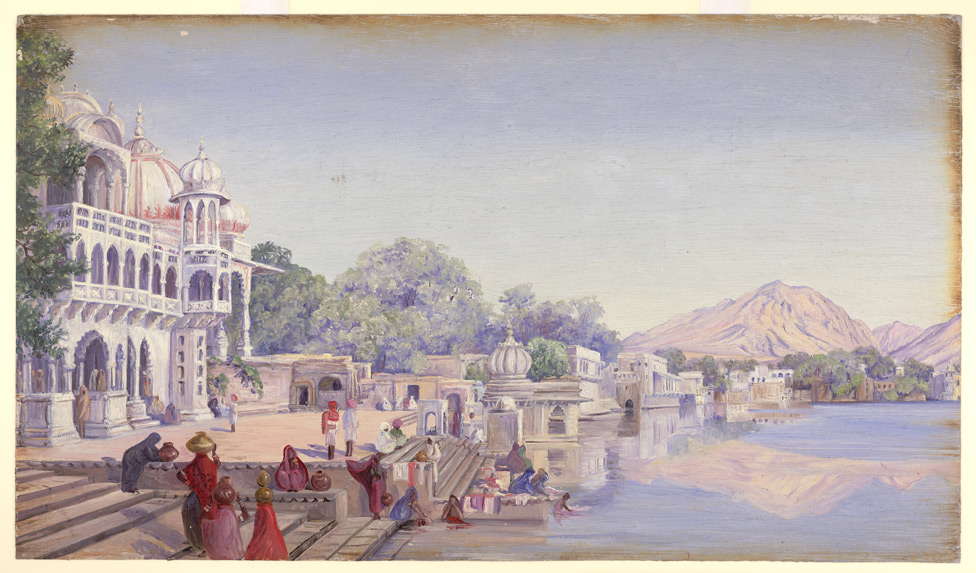
Пейзаж, Індія